# ال دیابلو (کمیک)
ال دیابلو (به انگلیسی: El Diablo) عنوان چندین شخصیت خیالی در کتاب‌های کامیک آمریکایی منتشر شده توسط دی‌سی کامیکس است. نخستین ال دیابلو با نام لازاروس لین توسط رابرت کنایر و گری مورو خلق شده است که برای اولین بار، در شمارهٔ ۲ آل-استار وسترن (اکتبر ۱۹۷۰) معرفی شد. دومین نفر رافائل سندووال توسط جرارد جونز و مایک پاروبک خلق شده است و نخستین بار در شمارهٔ ۱ ال دیابلو (اوت ۱۹۸۹) حضور پیدا کرد. سومین نسخه نیز با نام چاتو سانتانا توسط فیل هستر و اندی پارکز خلق شده است که اولین بار در شمارهٔ ۱ سومین نسخه ال دیابلو (سپتامبر ۲۰۰۸) معرفی شد.
جی هرناندس نقش شخصیت چاتو سانتانا را در فیلم جوخه انتحار (۲۰۱۶) ایفا کرده است.